# Intégration économique

Carte des États membres de l'Organisation mondiale du commerce (OMC). En vert foncé : États membres, en vert clair : États membres de l'OMC et de l'Union européenne, en bleu : pays observateurs, en gris : pays non-membres.

L’intégration économique est le processus de mise en réseau et d'unification de systèmes économiques nationaux et des politiques économiques entre différents États. L'intégration passe par l'abolition partielle ou totale des restrictions tarifaires (taxes, droits de douane) et non tarifaires sur le commerce. Béla Balassa en énumère plusieurs formes : zone de libre-échange, union douanière, marché commun, union économique, union économique et monétaire.

## Concept

### Régulation économique
L'intégration économique est le processus par lequel des zones économiques différentes s'allient et s'unissent afin de créer une zone plus large. L'intégration peut être totale ou partielle. Elle permet d'agrandir les marchés.
L'intégration économique permet une meilleure sécurisation des dynamiques économiques via une concertation des actions de régulation au sein même des États. L'intégration et la régulation peuvent s'effectuer selon cinq modalités, que sont la zone de référence douanière, la zone de libre échange, l'Union douanière, le marché commun et l'union économique totale :
- En ce qui concerne la zone de préférence douanière il y a allègement des tarifs douaniers entre pays concernés. cette diminution des tarifs douaniers facilitera les échanges entre les pays impliqués.
- Pour la zone de libre échange, les droits de douane sont supprimés. toutefois chaque pays membre reste maître de sa politique vis-à-vis des pays tiers.
- Concernant l'école douanière, on va y trouver des dispositions de libre échange mais le commerce avec les pays tiers sera régi par un tarif extérieur commun(TEC).
- S'agissant du marché commun, en plus des acquis de l'union douanière,
- S'agissant de la libre circulation des facteurs de production et l'harmonisation des politiques économiques.
- En dernier lieu en ce qui concerne l'union économique, en plus du marché commun, s'ajoute l'union économique qui est qui est un groupe de pays qui ont adopté une monnaie unique et ouvert leur marché économique pour former une zone de libre échange[2].

### Augmentation de l'attractivité
L'intégration économique facilite et permet d'augmenter des Investissements directs à l'étranger ainsi que le commerce de biens et services à l'international. On remarque ainsi que l'UE  a permis une augmentation nette du commerce et des investissements intra-européens. Cela améliore également la compétitivité du pays qui investit et qui commerce avec l'étranger. Par exemple, investir à l'étranger permet d'accéder à des marchés étrangers, de réduire le coût des facteurs de production, de s'assurer l'accès à des ressources déterminantes, d'acquérir de nouvelles technologies et d'apporter un soutien accru à des clients étrangers. D'un autre côté, les risques que comporte l'investissement dans un pays étranger peuvent être réduits par l'intégration économique : les pays qui s'allient sont souvent moins frappés par l'instabilité politique.

## Effets

### Stimulation des échanges et des investissements
Le premier est une stimulation des échanges et des investissements au sein de la zone. L'essor puissant de la mondialisation dans les années 2000 a eu un tel effet, bien que l'unification économique mondiale reste inachevée. Les flux financiers transfrontières sont passés de 2,5% du PIB mondial (début des années 1990) à 20% en 2007. Cela est en partie dû à l'intégration du système bancaire international.
L'intégration économique mondiale a ainsi contribué à l'augmentation de la croissance de la productivité du fait d'une amélioration de l'allocation des ressources entre les pays, et en incitant à l'innovation technologique.

### Synchronisation des cycles économiques
L'intégration provoque également une synchronisation accrue des cycles économiques. L'intégration fait en effet converger l'évolution des variables économiques et financières. Les fluctuations dans les prix des capitaux, des actifs, etc., sont plus synchronisés. Cela vaut également pour des variables comme l'inflation, dont les différentiels entre les pays se retrouvent réduits.

### Baisse des taux d'intérêt
L'intégration accroît l'offre d'épargne et la demande d'actifs sûrs. Du fait de la confrontation de l'offre et de la demande de monnaie, qui devient plus favorable à l'offre, le taux d'intérêt naturel diminue.

## Indicateur d'intégration économique
L'indice de mondialisation KOF proposé en 2006 par des chercheurs de l'École Polytechnique Fédérale de Zurich en Suisse est un indicateur, parmi les plus utilisés en économie internationale, visant à mesurer le degré de mondialisation économique et sociale d'un pays. Cet indicateur prend en considération l'intégration économique internationale puisqu'il mesure les flux commerciaux (importations et exportations) et les investissements directs étrangers des pays. Cet indicateur considère aussi l'adhésion des nations à des organisations internationales et à les accords de coopération bilatéraux.

## Exemples
L'intégration économique a eu lieu sur différents continents, dans des structures de nature et de formes différentes.
L'Amérique a mis en place le Marché commun du Sud (MERCOSUR), l'Organisation des États américains (OEA), et l'Union des nations sud-américaines (UNASUR). L'Afrique, la Communauté économique des États de l'Afrique de l'Ouest (CEDEAO), l'Union économique et monétaire ouest africaine UEMOA, la Communauté économique des États de l'Afrique centrale (CEEAC), et Union africaine. Le Moyen-Orient a créé la Ligue arabe, l'Organisation des pays arabes exportateurs de pétrole (OPAEP) et le Conseil de coopération du Golfe (CCG). L'Asie a créé l'Association des nations de l'Asie du Sud-Est (ASEAN). L'Europe, enfin, a mis en place l'accord de libre-échange centre européen (ALECE), l'Association européenne de libre-échange (AELE), et l'Union européenne (UE).
Le continent africain a notamment mis en place des organisations internationales afin d'entrer de plain pied dans les marchés internationaux. C'est par exemple le cas de l'Organisation commune africaine et malgache (OCAM), qui a vocation tout à la fois à fluidifier les échanges commerciaux du continent, et à représenter de manière unie le continent face aux autres organisations continentales. Cette organisation n'est toutefois pas qu'économie, car elle traite aussi de la sécurité régionale africaine, d'autant plus nécessaire que certains membres de l'organisation sont des entités étatiques fragiles.